# Relations entre le Salvador et l'Union européenne
Les relations entre le Salvador et l’Union européenne reposent en partie sur le dialogue de San José de 1984.

## Accords
Le Salvador participe à l'accord-cadre de coopération entre l'UE et l'Amérique centrale de 1993 et à l'accord de dialogue politique et de coopération de 2003.
Le pays a aussi signé le 9 juin 2012 à Tegucigalpa l'accord d'association entre l'Union et l'Amérique centrale.

## Aide au développement
L'Union est l'un des principaux participants à l'aide au développement au Salvador.

## Sources

## Compléments